# Oceania Handball Federation
Oceania Handball Federation (OHF), är Oceaniens handbollförbund.

## Medlemmar
- Amerikanska Samoa
- Australien
- Cooköarna
- Fiji
- Guam
- Kiribati
- Marshallöarna
- Mikronesien
- Nauru
- Nordmarianerna (associated)
- Nya Kaledonien (associated)
- Nya Zeeland
- Palau
- Papua Nya Guinea
- Samoa
- Salomonöarna
- Tahiti (associated)
- Tonga
- Tuvalu
- Vanuatu

## Turneringar

### Landslag
- Oceaniska mästerskapet i handboll för herrar
- Oceaniska mästerskapet i handboll för damer
- Kvalspelet till världsmästerskapet i handboll för damer (Oceanien)

### Klubblag
- Men Oceania Handball Champions Cup
- Women Oceania Handball Champions Cup